# 아델 에그자르코풀로스
아델 에그자르코폴로스(프랑스어: Adèle Exarchopoulos, 1993년 11월 22일 ~ )는 프랑스의 배우이며, 영화 《가장 따뜻한 색, 블루》에서 주연인 아델 역을 맡아 칸 영화제에서 역대 최연소로 황금종려상을 받았다. 아델은 또한 2014년 칸 영화제에서 트로페 쇼파르도 수상하였고 총 37개의 시상식의 후보에 올랐다.

## 생애와 경력
에그자르코풀로스는 플라스드페트(Place des Fêtes)역에 가까운 파리 19구에서 자랐다. 아버지 디디에 에그자르코풀로스는 기타 강사이고, 어머니 마리나 니케는 간호사이다. 할아버지는 그리스인이다.
아델이 9살일때, 아델의 부모님은 아델의 부끄러움을 없애보기 위해 이델을 연기반에 보내게 된다. 그녀는 데뷔 영화인 2005년 영화 《마르타》(Martha)에 나올때까지 연기 수업을 계속 들었다. 2006년에 에이전트 눈에 띄게 되었고 프랑스 경찰 드라마 《R.I.S, 폴리스 샨티피크》의 한 에피소드에 출연하며 첫 프랑스 TV 출연을 하였다. 13살일때, 2007년 영화 《박싱즈》에서 배역을 맡았다.
아델을 전세계적인 배우로서 만든 2010년의 동명의 그래픽 노블을 원작으로 한 2013년 영화 《가장 따뜻한 색, 블루》에 출연하기 이전에, 《팀퍼틸 아이들》(2008), 《라운드 업》(2010), 《터키형님》(2010), 《셰 지노》(2011), 《셰 지노》(2011),《카레 블랑》, 《나의 조각들》(2012) , 《아이 유즈드 투 비 다커》(2013) 등에 출연하였다. 이 영화는 2013년 칸 국제 영화제에서 황금종려상을 수상했다. 공동 주연인 레아 세이두는 압둘라티프 케시시와 함께 황금종려상을 수상함으로써, 제인 캠피언 감독 이후 유일한 여성 수상자가 되었다. 에그자르코풀로스는 역대 최연소 수상자가 되었다. 아델은 많은 비평가들의 호평을 받았고, 아델의 연기는 그 해의 최고의 연기로 언급되기도 하였다.
2014년 3월, 아델은 《팬》에서 타이거 릴리 역에 고려되었으나, 루니 마라에게 배역이 넘어갔다. 아델은 숀 펜이 연출하고 하비에르 바르뎀과 샤를리즈 테론이 출연하는 《라스트 페이스》에 출연했고, 이 영화는 2016년 칸 영화제 황금종려상 경쟁작으로 첫 상영되었다.

## 출연작 목록

### 영화
| 연도 | 제목                 | 원제                              | 배역             | 비고       |
| ---- | -------------------- | --------------------------------- | ---------------- | ---------- |
| 2005 | 마르타               | Martha                            | 마르타           | 단편       |
| 2006 | 박시즈               | Boxes                             | 릴리             |            |
| 2008 | 팀퍼틸 아이들        | Les Enfants de Timpelbach         | 마리안           |            |
| 2010 | 테트 드 튀르크       | Tête de turc                      | 니나             |            |
| 2010 | 라운드 업            | La Rafle                          | 아나 트로브      |            |
| 2011 | 지노 스토리          | Chez Gino                         | 마리아 로마      |            |
| 2011 | 화이트 스퀘어        | Carré blanc                       | 어린 시절 마리아 |            |
| 2013 | 나의 조각들          | Des morceaux de moi               | 에렐             |            |
| 2013 | 가장 따뜻한 색, 블루 | La Vie d'Adèle : Chapitres 1 et 2 | 아델             |            |
| 2013 | 그런날 사이에 어떤날 | I Used to Be Darker               | 카미유           |            |
| 2014 | 불안                 | Qui vive                          | 제니             |            |
| 2014 | 어머니로의 여행      | Voyage vers la mère               | 마리루이즈       |            |
| 2015 | 호흡 정지            | Apnée                             | 여자             | 단편       |
| 2015 | 스파이: 디 오리지날  | Les Anarchistes                   | 쥐디트 로리야르  |            |
| 2016 | 다운 바이 러브       | Éperdument                        | 아나 아마리      |            |
| 2016 | 라스트 페이스        | The Last Face                     | 엘렌             |            |
| 2016 | 그 누구도 아닌       | Orpheline                         | 상드라           |            |
| 2017 | 레이서 앤 제일버드   | Le Fidèle                         | 비비 델아니      |            |
| 2018 | 화이트 크로우        | Noureev                           | 성녀 클라라      |            |
| 2019 | 시빌                 | Sibyl                             | 마르고 바실리스  |            |
| 2019 | 르브니르             | Revenir                           | 모나             |            |
| 2020 | 포르테               | Forte                             | 세포라 점원      |            |
| 2020 | 주둥이들             | Mandibules                        | 아녜스           |            |
| 2020 | 더 스트롱홀드        | BAC Nord                          | 노라             |            |
| 2020 | 또 하나의 겨울       | Cet autre hiver                   | 니나             | 단편       |
| 2021 | 제로 퍽스 기븐       | Rien à foutre                     | 카상드르         |            |
| 2022 | 더 파이브 데블스     | Les Cinq Diables                  | 조안             |            |
| 2022 | 흡연하면 기침한다    | Fumer fait tousser                | 셀린             |            |
| 2023 | 올 유어 페이시스     | Je verrai toujours vos visages    | 클로에 들라름    |            |
| 2023 | 패시지스             | Passages                          | 아가트           |            |
| 2023 | 제대로 된 일         | Un métier sérieux                 | 메리엠           |            |
| 2023 | 동물의 왕국          | Le Règne animal                   | 쥘리아           |            |
| 2023 | 여도둑들             | Voleuses                          | 알렉스           |            |
| 2024 | 인사이드 아웃 2      | Inside Out 2                      | 따분             | 애니메이션 |

### 텔레비전 드라마
| 연도 | 제목                             | 원제                                        | 배역   | 비고 |
| ---- | -------------------------------- | ------------------------------------------- | ------ | ---- |
| 2006 | RIS 과학수사대                   | RIS police scientifique                     | 사라   |      |
| 2020 | 라 플람                          | La Flamme                                   | 소라야 | 주연 |
| 2022 | 르 플랑보: 추파카브라의 모험가들 | Le Flambeau : Les Aventuriers de Chupacabra | 소라야 | 주연 |